# Bretigny-sur-Morrens
Bretigny-sur-Morrens ist eine politische Gemeinde im Distrikt Gros-de-Vaud des Kantons Waadt in der Schweiz.

## Geographie
Bretigny-sur-Morrens liegt auf 721 m ü. M., 8 km nördlich der Kantonshauptstadt Lausanne (Luftlinie). Das Dorf erstreckt sich auf einem Hochplateau östlich des Talent, im östlichen Gros de Vaud, am Nordwestrand der Höhen des Jorat, im Waadtländer Mittelland.
Die Fläche des 2,9 km² grossen Gemeindegebiets umfasst einen Abschnitt des höheren Waadtländer Mittellandes. Der Gemeindeboden wird im Westen und Süden vom Oberlauf des Talent eingefasst, der im Lauf der Zeit ein Tal in die Molasseschichten eingegraben hat. Im Nordosten verläuft die Grenze entlang des Combron, eines rechten Seitenbachs des Talent. Das Gebiet erstreckt sich nach Osten über das Plateau von Bretigny und den Wald Bois des Cloux bis auf die Höhe westlich von Chalet Marin, auf der mit 743 m ü. M. der höchste Punkt der Gemeinde erreicht wird. Von der Gemeindefläche entfielen 1997 12 % auf Siedlungen, 24 % auf Wald und Gehölze und 64 % auf Landwirtschaft.
Zu Bretigny-sur-Morrens gehören die Wohnsiedlung Le Rié (702 m ü. M.) am rechten Talhang des Talent, der Weiler Béthusy (715 m ü. M.) am Nordrand des Plateaus von Bretigny zwischen Talent und Combron sowie mehrere Einzelhöfe. Die Nachbargemeinden von Bretigny-sur-Morrens sind im Nordosten Bottens, im Südosten Lausanne, im Süden Cugy, im Westen Morrens und im Nordwesten Assens.

## Bevölkerung
Mit 894 Einwohnern (Stand 31. Dezember 2023) gehört Bretigny-sur-Morrens zu den kleineren Gemeinden des Kantons Waadt. Von den Bewohnern sind 95,0 % französischsprachig, 3,4 % deutschsprachig und 0,5 % italienischsprachig (Stand 2000). Die Bevölkerungszahl von Bretigny-sur-Morrens belief sich 1850 auf 200 Einwohner, 1900 auf 212 Einwohner. Nachdem die Bevölkerungszahl bis 1960 auf 175 Personen abgenommen hatte, wurde eine rasche Bevölkerungszunahme mit einer Vervierfachung der Einwohnerzahl innerhalb von 40 Jahren beobachtet.

## Wirtschaft
Bretigny-sur-Morrens war bis in die zweite Hälfte des 20. Jahrhunderts ein vorwiegend durch die Landwirtschaft geprägtes Dorf. Heute haben der Ackerbau und die Viehzucht nur noch eine untergeordnete Bedeutung in der Erwerbsstruktur der Bevölkerung. Am Talent gab es früher eine Sägerei. Seit dem Ende der 1980er Jahre liessen sich neue Unternehmen im Ort nieder, darunter ein Betrieb des Metallbaus. In den letzten Jahrzehnten hat sich das Dorf zu einer Wohngemeinde entwickelt. Die meisten Erwerbstätigen sind deshalb Wegpendler, die hauptsächlich im Grossraum Lausanne arbeiten.

## Verkehr
Die Gemeinde ist verkehrstechnisch recht gut erschlossen. Sie liegt an einer Verbindungsstrasse von Lausanne nach Thierrens. Bretigny-sur-Morrens wird durch die Autobuslinie 60 (Lausanne-Froideville) der Transports publics de la région Lausannoise bedient.

## Geschichte
Die erste urkundliche Erwähnung des Ortes erfolgte 1224 unter dem Namen Britignie. Seit dem Mittelalter gehörte Bretigny-sur-Morrens den Edlen von Bottens, welche das Dorf als Lehen von den Herren von Cossonay erhalten hatten. Mit der Eroberung der Waadt durch Bern im Jahr 1536 kam Bretigny-sur-Morrens unter die Verwaltung der Vogtei Lausanne. Nach dem Zusammenbruch des Ancien Régime gehörte das Dorf von 1798 bis 1803 während der Helvetik zum Kanton Léman, der anschliessend mit der Inkraftsetzung der Mediationsverfassung im Kanton Waadt aufging. 1798 wurde es dem Bezirk Echallens zugeteilt.

## Sehenswürdigkeiten
Im Jahr 1806 wurde das Gemeindehaus mit Glockenturm erbaut. Bretigny-sur-Morrens besitzt keine eigene Kirche, es gehört zur Pfarrei Morrens.